# Eduard Khudaynatov
Ėduard Chudajnatov (in russo Эдуард Юрьевич Худайнатов?; Şımkent, 11 settembre 1960) è un imprenditore russo, proprietario della OJSC Independent Oil and Gas Company.
Ex primo vicepresidente e membro del consiglio di amministrazione di Rosneft, è un oligarca vicino a Vladimir Putin.

## Biografia
Dopo un periodo nell'esercito, Chudajnatov ha lavorato a Yuganskneftegaz come installatore, dopo di che è entrato in affari.
Nel 1996, ha fatto parte  del movimento delle riforme-New Deal, il cui leader era il presidente del Consiglio della Federazione Vladimir Šumejko. Nello stesso anno divenne il capo dell'amministrazione del villaggio di Pojkovskij e il primo vice capo dell'amministrazione del distretto di Neftejugansk.
Nel 2000, Chudajnatov ha diretto il quartier generale elettorale di Vladimir Putin nella regione e nell'agosto dello stesso anno "per i successi lavorativi raggiunti e il grande contributo al rafforzamento dell'amicizia e della cooperazione tra i popoli" è stato insignito della medaglia dell'Ordine "Per merito alla Patria".
Nel marzo 2003, Chudajnatov è diventato il capo di Severneftegazprom, una filiale di OAOGazprom.
Nel settembre 2008 è nominato Vice Presidente, e nel gennaio dell'anno successivo - Primo Vice-Presidente di Rosneft. Il 4 settembre 2010, ha sostituito Sergej Bogdančikov come capo del Rosneft. Nel maggio 2012 è stato nominato Primo Vice Presidente e Vice Presidente del Consiglio di amministrazione.
Nel 2011, ha vinto il Premio russo dei finanzieri "Reputazione" nella nomination "Per il contributo all'aumento della trasparenza finanziaria della società di cambio russa - emittente".
Nel 2015 ha acquisito all'asta per oltre 25 milioni di euro attraverso la società Miasdor Investments Ltd, che fa capo a lui, Villa Altichiara a Portofino, Italia. La villa, che era stata a suo tempo di proprietà della contessa Agusta,  conta oltre 30 stanze, su una superficie di oltre 1.500 metri, circondata da un parco di 34.000 metri nel cui centro svetta un eliporto.
Nel febbraio 2021, si è saputo che Rosneft ha pagato il suo ex presidente Ėduard Chudajnatov 9,6 miliardi di dollari per la società Taimyrneftegaz.
Il 6 maggio 2022 lo Scheherazade, super yacht riconducibile al presidente della Federazione Russa Vladimir Putin ma formalmente intestato a Ėduard Chudajnatov, ormeggiato a Marina di Carrara, è stato congelato dal ministero dell’Economia. Dal 2022 anche Villa Altichiara risulta tra i beni russi sequestrati e congelati dall'Unione europea dopo l'invasione dell'Ucraina da parte della Russia. Un altro yacht, l'Amadea, lungo 106 metri e del valore di 300 milioni di dollari, presumibilmente di sua proprietà ma in realtà di proprietà di un altro oligarca, Suleyman Kerimov, è stato sequestrato dalle autorità delle Fiji su richiesta del governo americano.